# Шово, Огюст
Жан Батист Огюст Шово (21 ноября 1827, Вильнёв-ла-Гвиар — 4 января 1917, Париж) — французский ветеринарный врач, член Института.

## Биография
Жан Батист Огюст Шово родился в семье кузнеца. Учился в национальной ветеринарной академии в Альфоре, где хорошо себя зарекомендовал и под руководством Анри Були написал свою первую научную работу об анатомии лошадиных ног. В возрасте 21 года с отличием окончил учёбу в Национальной ветеринарной школе Лиона. 
В 1863 году стал профессором кафедры анатомии и сравнительной физиологии в ветеринарном училище, в 1864 году был избран в Национальную академию медицинских наук. 
С 1875 года был директором ветеринарного училища в Лионе, затем был генеральным инспектором ветеринарных училищ и в 1886 году был приглашён на кафедру сравнительной патологии в парижский естественноисторический музей. 
В 1877 году стал почётным доктором Лионского медицинского университета, 6 мая 1878 года был избран членом-корреспондентом Парижской академии наук, 19 апреля 1886 года — академиком. Иностранный член Лондонского королевского общества (1889). 
В 1881 году возглавлял Французскую ассоциацию содействия развитию науки. В 1906 году был вице-президентом, в 1907 году — президентом Парижской академии наук. Вышел в отставку в 1917 году, но был избран президентом Национальной академии наук.
Главные работы: «Quelques notes sur la structure et la sécrétion de la corne» (1853); «Traité d’anatomie comparée des animaux domestiques» (1857; 4-е издание в сотрудничестве с M. Arloing, 1889—1890); «Vaccine et variole» (1865); кроме того, множество мемуаров, заметок и очерков по заразным и эпидемическим болезням, о двигательных нервах и так далее, рассеянных в различных специальных журналах, как «Moniteur des hôpitaux», «Journal de médecine vétérinaire», «Comptes rendus de l’Académie des sciences» и так далее.